# Yuyuantanparken
Yuyuantanparken eller Yuyuan Tan Gongyuan (kinesiska: 玉渊潭公园) är en park i Kina.  Den ligger  i huvudstaden Peking. Yuyuan Tan Gongyuan ligger 49 meter över havet. Den ligger vid sjöarna Bayi Hu och Yuyuan Tan.
Parken ligger innanför västra tredje ringvägen 6 km väster om Himmelska fridens torg i centrala Peking.
Terrängen runt Yuyuan Tan Gongyuan är mycket platt. Runt Yuyuan Tan Gongyuan är det mycket tätbefolkat, med 2 345 invånare per kvadratkilometer. Runt Yuyuan Tan Gongyuan är det i huvudsak tätbebyggt.
| Pekings tunnelbana |          |                              |
|                    | Linje 1  | Gongzhufen (公主坟)          |
|                    | Linje 1  | Military Museum (军事博物馆) |
|                    | Linje 9  | Military Museum (军事博物馆) |
|                    | Linje 10 | Gongzhufen (公主坟)）        |